# 심성사
심성사(心性史, 프랑스어: histoire des mentalités 이스투아 데 망탈리테[*])는 전통적인 역사학이 전쟁이나 정변 등 비일상적 "주요사건"들에 주목해 문헌연구를 진행한 데 반해, 당대인들의 생각, 감각 등 일상적인 것을 연구하고자 하는 사학 방법론이다. 프랑스의 아날학파가 향도했다. 심성사 연구에서도 사료가 중요한 것은 전통적 역사학과 마찬가지다. 다만 그 사료가 보여주는 심성의 기작을 읽어야 할 필요성이 있다.
1929년 아날학파를 창시한 프랑스의 뤼시앵 페브르, 마르크 블로크는 사람들의 일상적 생각, 사회심리학적 부분 등을 밝혀 역사를 기술하는 학문조류를 만들었고 이것이 곧 아날학파가 된다. 학파는 낳지 않았지만 동시대 독일의 노르베르트 엘리아스, 네덜란드의 요한 하위징아도 비슷한 발상을 가졌다. 페브르, 블로크 등 아날학파 제1세대의 심성사 연구는 경제사 연구와 밀접하게 연결되어 있다. 반면 아날학파 2세대에서는 경제사를 중시하고 심성사는 그다지 추구하지 않았는데, 수량적 취급이 어려워 과학적 설명이 어려웠기 때문이다.
심성사는 1960년대에 다시 활발해져 가족, 교육, 건강, 성생활, 죽음, 식생활, 범죄, 질병, 민간신앙, 민중문화, 노동생활 등을 연구주제로 삼았다. 이 시기의 심성사의 부활은 제2차 세계대전 이후 태어난 진보사관에 대한 의심과 무관하지 않았으며, 그 흐름을 대표하는 것은 『광기의 역사』를 쓴 미셸 푸코다.:208-209

## 같이 보기
- 문화사
- 역사학
- 주체성